# Bošnjaci (Hrvati u Mađarskoj)
Baranjski Bošnjaci ili bošnjački Hrvati etnička su skupina Hrvata u Mađarskoj.

## Smještaj
Žive u Baranji: u gradu Pečuhu, kao i u selima Kukinj, Semelj, Salanta (gdje su došli u 18. st., a danas čine 32 % sela), Udvar kod Pečuha, Nijemet, Pogan itd. Donedavno su činili značajne zajednice u Ati, Suki i Sukitu, no tamošnji Hrvati znatno su se pomađarili.
Hrvatski etnograf iz Mađarske, Đuro Šarošac, u svojem je radu iz 1973. obradio sela u pečuškoj okolici. Prema njegovom istraživanju, sela koja se nalaze južno od Pečuha naseljena su bošnjačkim Hrvatima: Ata, Kukinj, Nijemet, Udvar, Pogan, Salanta, Semelj i Sukit.

## Povijest
U Baranju su došli iz Bosne, velikim dijelom u 16. i 17. stoljeću, kada je taj kraj bio pod osmanskom vlašću. Ipak, u znatnijem broju ih je bilo već u 14. stoljeću u Pečuhu. O koncentraciji bošnjačkih Hrvata u Pečuhu svjedoči da su svojevremeno u tom gradu imali svoju „Bošnjačku četvrt”. Oslobodilački ratovi nisu bili lagodnim za njih, ali je dio preživio sve te ratove. Ni Rákóczyjevi kuruci (vidi: Rákóczijev ustanak 1703. – 1711.) nisu bili milosrdni prema tom kraju, kao ni srpski graničari u carskoj službi; i jedni i drugi te su krajeve divljački opustošili. U doseljavanju baranjskih Bošnjaka uvelike je pridonio pečuški biskup Matija Ignacije Radanović (1687. – 1703.). Radanović se odlučio na to kako bi povećao broj katolika u svojoj biskupiji.

## Tradicionalna zanimanja
Prvi zlatari u Budimu bili su iz redova ove hrvatske etničke skupine koji su ondje došli u 18. stoljeću. Bavili su se vinogradarstvom na visokoj razini, a to je posebice dobilo maha nakon oslobađanja kmetova u drugoj polovici 19. stoljeća. Bošnjaci u okolici gradova imali su u to vrijeme i jak razvitak vrtlarstva.

### Kulturna umjetnička društva
- KUD Marica (Salanta)
- KUD Ladislav Matušek (Kukinj)
- KUD Dubrava (Semelj)
- KUD Tanac (Pečuh)
- KUD Baranja (Pečuh)

## Govori
Upotrebom pečuškog hrvatskog dijalekta bošnjački Hrvati čine govornu enklavu. Također govore nenovoštokavskim štokavskim narječjem, arhaičnom istočnobosanskom dijalektu hrvatskog jezika.

## Manifestacije
- Bošnjačko sijelo

## Vanjske poveznice
- Radio Croatica Znanstveni skup o bošnjačkim Hrvatima u Kukinju, 22. studenog 2008.
- (mađ.) Nemzeti és etnikai kisebbségek Magyarországon Dinko Šokčević: Bosnyák-horvátok
- (mađ.) Honismeret dr Gábriel András: Bosnyákok Baranyában
- Baranjske hrvatske nošnje - Bošnjaci. Pristupljeno 24. siječnja 2018. |url-status=dead zahtijeva |archive-url= (pomoć)